# فاليري ألكسييف (عالم أنثروبولوجيا)
فاليري ألكسييف عالم أنثروبولوجيا روسي ومؤلف، ومدير معهد الآثار في موسكو (1987-1991)، وعضوا في الأكاديمية السوفيتية للعلوم، وبشكل استثنائي لم يكن عضواً في الحزب الشيوعي.

## حياته
مواليد 22 أغسطس 1929، توفي ألكسييف فجأة في موسكو في 7 نوفمبر 1991، عن عمر يناهز 62 عامًا.

## جوائز
وفي عام 2006، أنشأت الأكاديمية الروسية للعلوم جائزة فاليري ألكسييف عن الإنجازات البارزة في الأنثروبولوجيا وعلم الآثار.